# 월레스와 그로밋 - 전자바지 소동
월레스와 그로밋 - 전자바지 소동(Wallace & Gromit: The Wrong Trousers)은 영국에서 제작된 닉 파크 감독의 1993년 애니메이션, 코미디 영화이다. 피터 샐리스 등이 주연으로 출연하였고 크리스토퍼 몰 등이 제작에 참여하였다.

## 출연

### 주연
- 피터 샐리스